# Botár Andor
Botár Andor (Aranyosgyéres, 1929. február 7. – Budapest, 2015. április 5.) magyar agrármérnök, mezőgazdasági szakíró. Botár Edit férje.

## Életútja
Középiskoláit Kolozsvárt az unitárius kollégiumban végezte, agrármérnöki diplomát ugyanitt a Mezőgazdasági Főiskolán szerzett. 1952 és 1954 között a nagyszalontai mezőgazdasági iskolacsoportnál tanított, onnan került a kolozsvári kertészeti állomásra, ahol tudományos főkutatói minőségben működött. Mintegy félszáz, elsősorban a bogyógyümölcsűek termesztésére vonatkozó szaktanulmánya román és angol nyelven jelent meg a Központi Kertészeti Kutatóintézet közleményeiben (Lucrări Științifice I. C. H. V., Lucrări Științifice I. C. P., Analele I. C. P. P., Grădina, Via și Livada), szakmai jellegű ismeretterjesztő cikkeit 1954-től az Igazság, Fáklya, Falvak Dolgozó Népe, Előre, Utunk, Făclia, Tribuna közölte. Szerkesztőségi tagja és egyben társszerkesztője a Pomologia Republicii Socialiste România c. akadémiai monográfia VII. kötetének; társszerzője számos román és magyar nyelvű szakmunkának.

## Kötetei
- A ribiszke és az egres termesztése (A. Lazărral, 1962);
- A szamóca és a feketeribiszke termesztése (I. Moldovannal, 1967);
- A gyümölcstermesztő kézikönyve (Veress Istvánnal és Wagner Istvánnal, 1975);
- Bogyósgyümölcsűek termesztése (Székely Józseffel, 1985).